# Thyra Haraldsdatter
 For alternative betydninger, se Thyra. (Se også artikler, som begynder med Thyra)
Thyra Haraldsdatter (Thyra af Danmark) var en dansk prinsesse i slutningen af 900-tallet. Hun var datter af Harald Blåtand og en af dennes to første koner (Tove eller Gunhild) og søster til Svend Tveskæg. Hun blev dronning af Norge, da hun blev gift med Olav Tryggvason som døde i år 1000. Herefter forsvinder hun ud af historien.

## Liv

### Første ægteskab
Ifølge Gesta Danorum var Thyra gift med Styrbjørn Sterke af Sverige, søn af Olav Bjørnsson, bror af kong Erik Sejrsæl af Sverige. Styrbjørn Sterke nævnes i et islandsk skjaldekvad, men ikke i andre kilder. Efter traditionen var Styrbjørn høvding af Jomsborg og besejrede den danske kong Harald Blåtand i et slag og derefter fik hans datter Thyra. Derefter udfordrede han svenskekongen, men falder i slaget ved Fyrisvall ved Uppsala.

### Andet ægteskab
Ifølge Snorre Sturlason blev hun giftet til en Boleslav af Vendland, det vil sige Boleslav 1. af Polen, som en del af en dansk-vendisk fredsaftale, som også indebar at hendes bror Svend Tveskæg blev gift med Buleslavs søster Gunhild.
Som enke giftede Thyra sig for at opnå politiske fordele, men ifølge Snorre var Thyra  ikke af samme mening: "Dette giftemål var ikke kommet i stand, for Thyra sagde tværtimod nej; hun ville ikke gifte sig med en hedensk mand, som tilmed var gammel."
Hun blev alligevel sendt af gårde og fik fosterfaren Ossur Agesson som rejsefølge, og for at gøre hende blid fik hun de samme ejendomme som Svens dronning Gunhild havde haft i Vendland og andre ejendomme. Alligevel græd hun meget og ville nødig rejse, men havnede ikke desto mindre i Vendland og blev gift med Boleslav. "Men eftersom hun var hos hedenske mennesker, ville hun hverken tage imod mad eller drikke af dem, og sådan gik det i syv dage."

### Tredje ægteskab
Efter at have sultestrejket flygtede hun sammen med Ossur. De undgik Danmark og drog i skjul helt til Norge. Her opsøgte de kong Olav Tryggvason. Ifølge Snorre: "han tog godt imod dem, og de var der og havde det godt. Thyra fortalte kongen alt om den vanskelige situation, hun var kommet i, bad ham om råd og hjælp og om fred i hans rige. Tyre talte godt for sig, og kongen kunne lide hvad hun sagde, han så det var en smuk kvinde, og så faldt det ham ind, at dette måtte være et godt giftemål. Han rettede samtalen ind på dette, og spurgte om hun ville gifte sig med ham."
Historia Norvegiæs fortæller om ægteskabet med kong Olav og "sororem Sweinonis regis… Tyri" som tidligere havde været trolovet med "dux quidam de Sclauia".
Thyra fik indyndet sig hos kong Olav Tryggvason og blev gift med ham. For den norske konge var der dynastiske fordele at gifte sig ind i den danske kongeslægt, selvom Svend Tveskæg var imod ægteskabet, hvilket han var, for det første fordi det brød hans fredsaftale med Vendland, og for det andet fordi han ikke var ven med Tryggvason. Straks Olav og Tyre var blevet gift, begyndte hun at klynke og klage og kaldte ham fej, fordi han ikke rejste til Vendland for at hente hendes medgift. Kong Olav blev rasende og udtalte de fatale ord:
"Aldrig skal vel jeg være ræd for din broder, kong Svend. Og om vi to mødes, da skal han vige!"
Olav faldt under slaget ved Svold, og derefter forsvinder Thyra ud af historien. Ifølge legenden skal hun have sultet sig ihjel efter nyheden om hendes mands død
Der kendes ikke til nogen børn af Thyra Haraldsdatter.